# Susanna Jara
Susanna Jara, właśc. Susanna Jara-Małecka (ur. 15 marca 1984 w Poczajowie) – wokalistka, kompozytorka, aranżerka, autorka tekstów.
Wykonuje zróżnicowany i szeroki repertuar muzyczny, od poezji śpiewanej i muzyki inspirowanej kulturą ludową po muzykę klasyczną. Stale współpracuje m.in. z Hanką Wójciak.
Od 2015 roku występuje również jako wokalistka zespołu Hrdza ze Słowacji, z którym w 2016 doszła do finału talent show Česko Slovensko má talent.

## Dyskografia
- Rusyn Takes (2017, Wydawnictwo Ruska Bursa)[10]
- Anna Wiktoria (2017, DistroKid(inne języki))[11]
- Chłopczyna (2013, DistroKid(inne języki))
- Wesna, wesnoju[12] (2013, CD Baby(inne języki))